# Stone Mountain
Stone Mountain, conosciuta a livello locale come Our Granite Mother, è un monadnock di adamellite di quarzo situata vicino a Stone Mountain, Georgia negli Stati Uniti.

## Caratteristiche
Si eleva per 514 metri sul livello del mare ma solo 251 metri dalla superficie circostante. La montagna è anche conosciuta per il suo bassorilievo, completato nel 1972 e situato sulla facciata nord, il più grande del mondo. Il basso rilievo rappresenta alcuni dei personaggi di spicco degli Stati Confederati d'America, quali Stonewall Jackson, Robert E. Lee e Jefferson Davis.
Alla base la sua circonferenza è di circa 8 km ed è circondata dallo Stone Mountain Park.